# ويليام ولارد
ويليام ولارد (بالإنجليزية: William Woollard)‏ هو مقدم تلفزيوني ومنتج تلفزيوني بريطاني، ولد في 23 أغسطس 1939.

## وصلات خارجية
- ويليام ولارد على موقع IMDb (الإنجليزية)